# Södra Västmanlands kontrakt
Södra Västmanlands kontrakt är ett kontrakt inom Svenska kyrkan i Västerås stift. Kontraktet bildades 1 januari 2007 från Mellersta Västmanlands kontrakt och Mälardalens kontrakt.
Kontraktskoden är 0502.

## Ingående församlingar vid bildandet
hela Mälardalens kontrakt
- Munktorps församling uppgick 2010 i Köpingsbygdens församling
- Odensvi församling uppgick 2010 i Köpingsbygdens församling
- Köpings församling uppgick 2010 i Köpingsbygdens församling
- Kolsva församling uppgick 2010 i Malma församling
- Himmeta-Bro församling uppgick 2010 i Malma församling
- Västra Skedvi församling uppgick 2010 i Malma församling
- Arbogabygdens församling
- Kungsörs församling

del av Mellersta Västmanlands kontrakt
- Hallstahammar-Bergs församling uppgick 2014 i Hallstahammar-Kolbäcks församling
- Kolbäck-Säby församling uppgick 2014 i Hallstahammar-Kolbäcks församling
- Ramnäs församling uppgick 2014 i Sura-Ramnäs församling
- Sura församling uppgick 2014 i Sura-Ramnäs församling